# Borgo metropolitano di Deptford
Il borgo metropolitano di Deptford fu un municipio inglese della vecchia contea di Londra esistito fra il 1900 e il 1965.

## Storia

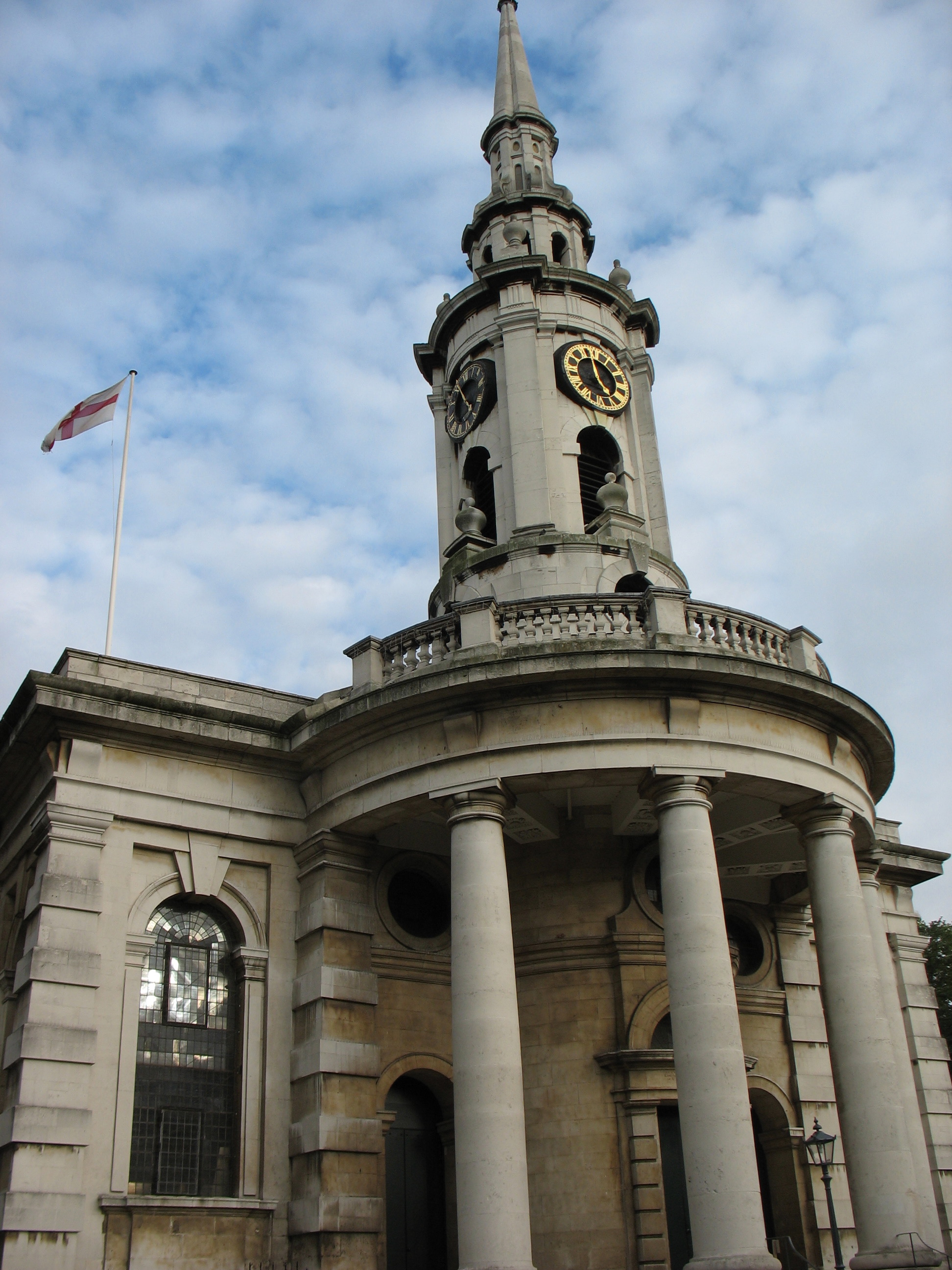
La chiesa di San Paolo

Il municipio fu istituito su una delle due vecchie parrocchie di Deptford, quella di Saint Paul, e fu subito sottoposto all'autorità provinciale del Consiglio della Contea di Londra. L'altra parrocchia, quella di San Nicholas, rimase nella giurisdizione di Greenwich in cui tutta Deptford era stata inclusa nel 1855.
Esteso per 6 km², aveva una popolazione di 110.000 abitanti ad inizio Novecento e di 70.000 residenti nei primi anni sessanta.
Nel territorio municipale ricadevano i più occidentali cantieri navali della metropoli. Nel 1965 il borgo fu soppresso unendolo all'odierno borgo londinese di Lewisham.